# Said Nijazow
Said Nijazow (ros. Саид Ниязов, ur. 22 listopada 1922 w kiszłaku Matmon w Bucharskiej Ludowej Republice Radzieckiej obecnie w wilajecie kaszkadaryjskim w Uzbekistanie, zm. ?) – radziecki wojskowy, starszyna.

## Życiorys
Urodził się w tadżyckiej rodzinie chłopskiej. W 1939 skończył 9 klas, później pracował jako nauczyciel w rodzinnej miejscowości, w maju 1941 został powołany do Armii Czerwonej. Od maja 1942 uczestniczył w wojnie z Niemcami, walczył w składzie 4 gwardyjskiego pułku na Froncie Kalinińskim, 13 września 1942 został ranny w walkach o Rżew. Po powrocie na front 23 grudnia 1942 został ponownie ranny, leczył się w szpitalu ewakuowanym do miasta Kołomna do sierpnia 1943. Po wyleczeniu został skierowany do 64 Brygady Zmechanizowanej 7 Korpusu Zmechanizowanego w Moskiewskim Okręgu Wojskowym, od października 1943 walczył na 2 Froncie Ukraińskim. W styczniu 1944 został przeniesiony do wojsk artyleryjskich i odtąd do końca wojny walczył w 275 gwardyjskim pułku artylerii przeciwpancernej na 1 Froncie Białoruskim m.in. jako celowniczy działa. Brał udział w operacji białoruskiej, wiślańsko-odrzańskiej i berlińskiej. Od 1942 należał do Komsomołu, a od 1944 do WKP(b). 26 czerwca 1944 przy odpieraniu niemieckiego kontrataku zniszczył niemiecki czołg, za co został odznaczony medalem. 18 lipca 1944 wyróżnił się podczas operacji brzesko-lubelskiej, gdzie został ranny. W nocy na 31 lipca 1944 brał udział w forsowaniu Wisły k. Kępy Choteckiej, następnej nocy odpierał 4 niemieckie kontrataki, zadając wrogowi duże straty w ludziach i sprzęcie. 22 marca 1945 wyróżnił się w walkach na południowy zachód od Kostrzyna. Po wojnie został zdemobilizowany w stopniu starszyny. Pracował jako nauczyciel szkoły średniej, przewodniczący rady wiejskiej i brygadzista sowchozu.

## Odznaczenia
- Order Wojny Ojczyźnianej I klasy (11 marca 1985)
- Order Sławy I klasy (31 maja 1945)
- Order Sławy II klasy (18 sierpnia 1944)
- Order Sławy III klasy (30 lipca 1944)
- Order Czerwonej Gwiazdy (31 stycznia 1945)
- Medal „Za zasługi bojowe” (31 sierpnia 1944)

I inne.